# Grand Prix Malezji 2003
Wyniki Grand Prix Malezji, drugiej rundy Mistrzostw Świata Formuły 1 w sezonie 2003.

## Lista startowa
| Nr | Kierowca              | Zespół                     | Samochód        | Silnik                       | Opony |
| -- | --------------------- | -------------------------- | --------------- | ---------------------------- | ----- |
| 1  | Michael Schumacher    | Scuderia Ferrari Marlboro  | Ferrari F2002   | Ferrari 051 3.0 V10          | B     |
| 2  | Rubens Barrichello    | Scuderia Ferrari Marlboro  | Ferrari F2002   | Ferrari 051 3.0 V10          | B     |
| 3  | Juan Pablo Montoya    | BMW WilliamsF1 Team        | Williams FW25   | BMW P83 3.0 V10              | M     |
| 4  | Ralf Schumacher       | BMW WilliamsF1 Team        | Williams FW25   | BMW P83 3.0 V10              | M     |
| 5  | David Coulthard       | West McLaren Mercedes      | McLaren MP4-17D | Mercedes-Benz FO110P 3.0 V10 | M     |
| 6  | Kimi Räikkönen        | West McLaren Mercedes      | McLaren MP4-17D | Mercedes-Benz FO110P 3.0 V10 | M     |
| 7  | Jarno Trulli          | Mild Seven Renault F1 Team | Renault R23     | Renault RS23 3.0 V10         | M     |
| 8  | Fernando Alonso       | Mild Seven Renault F1 Team | Renault R23     | Renault RS23 3.0 V10         | M     |
| 9  | Nick Heidfeld         | Sauber Petronas            | Sauber C22      | Petronas 03A 3.0 V10         | B     |
| 10 | Heinz-Harald Frentzen | Sauber Petronas            | Sauber C22      | Petronas 03A 3.0 V10         | B     |
| 11 | Giancarlo Fisichella  | Jordan Ford                | Jordan EJ13     | Ford Cosworth RS1 3.0 V10    | B     |
| 12 | Ralph Firman          | Jordan Ford                | Jordan EJ13     | Ford Cosworth RS1 3.0 V10    | B     |
| 14 | Mark Webber           | Jaguar Racing              | Jaguar R4       | Cosworth CR-5 3.0 V10        | M     |
| 15 | Antônio Pizzonia      | Jaguar Racing              | Jaguar R4       | Cosworth CR-5 3.0 V10        | M     |
| 16 | Jacques Villeneuve    | Lucky Strike BAR Honda     | BAR 005         | Honda RA003E 3.0 V10         | B     |
| 17 | Jenson Button         | Lucky Strike BAR Honda     | BAR 005         | Honda RA003E 3.0 V10         | B     |
| 18 | Justin Wilson         | Minardi F1 Team            | Minardi PS03    | Cosworth CR-3 3.0 V10        | B     |
| 19 | Jos Verstappen        | Minardi F1 Team            | Minardi PS03    | Cosworth CR-3 3.0 V10        | B     |
| 20 | Olivier Panis         | Panasonic Toyota Racing    | Toyota TF103    | Toyota RVX-03 3.0 V10        | M     |
| 21 | Cristiano da Matta    | Panasonic Toyota Racing    | Toyota TF103    | Toyota RVX-03 3.0 V10        | M     |
| Nr | Kierowca              | Zespół                     | Samochód        | Silnik                       | Opony |

## Wyniki

### Kwalifikacje
| P  | Nr | Kierowca              | Konstruktor(-silnik) | Opony | Czas     | Odstęp   | Strata   |
| -- | -- | --------------------- | -------------------- | ----- | -------- | -------- | -------- |
| 1  | 8  | Fernando Alonso       | Renault              | M     | 1:37.044 | -        | -        |
| 2  | 7  | Jarno Trulli          | Renault              | M     | 1:37.217 | 0:00.173 | 0:00.173 |
| 3  | 1  | Michael Schumacher    | Ferrari              | B     | 1:37.393 | 0:00.176 | 0:00.349 |
| 4  | 5  | David Coulthard       | McLaren-Mercedes     | M     | 1:37.454 | 0:00.061 | 0:00.410 |
| 5  | 2  | Rubens Barrichello    | Ferrari              | B     | 1:37.579 | 0:00.125 | 0:00.535 |
| 6  | 9  | Nick Heidfeld         | Sauber-Petronas      | B     | 1:37.766 | 0:00.187 | 0:00.722 |
| 7  | 6  | Kimi Räikkönen        | McLaren-Mercedes     | M     | 1:37.858 | 0:00.092 | 0:00.814 |
| 8  | 3  | Juan Pablo Montoya    | Williams-BMW         | M     | 1:37.974 | 0:00.116 | 0:00.930 |
| 9  | 17 | Jenson Button         | BAR-Honda            | B     | 1:38.073 | 0:00.099 | 0:01.029 |
| 10 | 20 | Olivier Panis         | Toyota               | M     | 1:38.094 | 0:00.021 | 0:01.050 |
| 11 | 21 | Cristiano da Matta    | Toyota               | M     | 1:38.097 | 0:00.003 | 0:01.053 |
| 12 | 16 | Jacques Villeneuve    | BAR-Honda            | B     | 1:38.289 | 0:00.192 | 0:01.245 |
| 13 | 10 | Heinz-Harald Frentzen | Sauber-Petronas      | B     | 1:38.291 | 0:00.002 | 0:01.247 |
| 14 | 11 | Giancarlo Fisichella  | Jordan-Ford          | B     | 1:38.416 | 0:00.125 | 0:01.372 |
| 15 | 15 | Antônio Pizzonia      | Jaguar-Cosworth      | M     | 1:38.516 | 0:00.100 | 0:01.472 |
| 16 | 14 | Mark Webber           | Jaguar-Cosworth      | M     | 1:38.624 | 0:00.108 | 0:01.580 |
| 17 | 4  | Ralf Schumacher       | Williams-BMW         | M     | 1:38.789 | 0:00.165 | 0:01.745 |
| 18 | 19 | Jos Verstappen        | Minardi-Cosworth     | B     | 1:40.417 | 0:01.628 | 0:03.373 |
| 19 | 18 | Justin Wilson         | Minardi-Cosworth     | B     | 1:40.599 | 0:00.182 | 0:03.555 |
| 20 | 12 | Ralph Firman          | Jordan-Ford          | B     | 1:40.910 | 0:00.311 | 0:03.866 |
| P  | Nr | Kierowca              | Konstruktor(-silnik) | Opony | Czas     | Odstęp   | Strata   |

### Wyścig

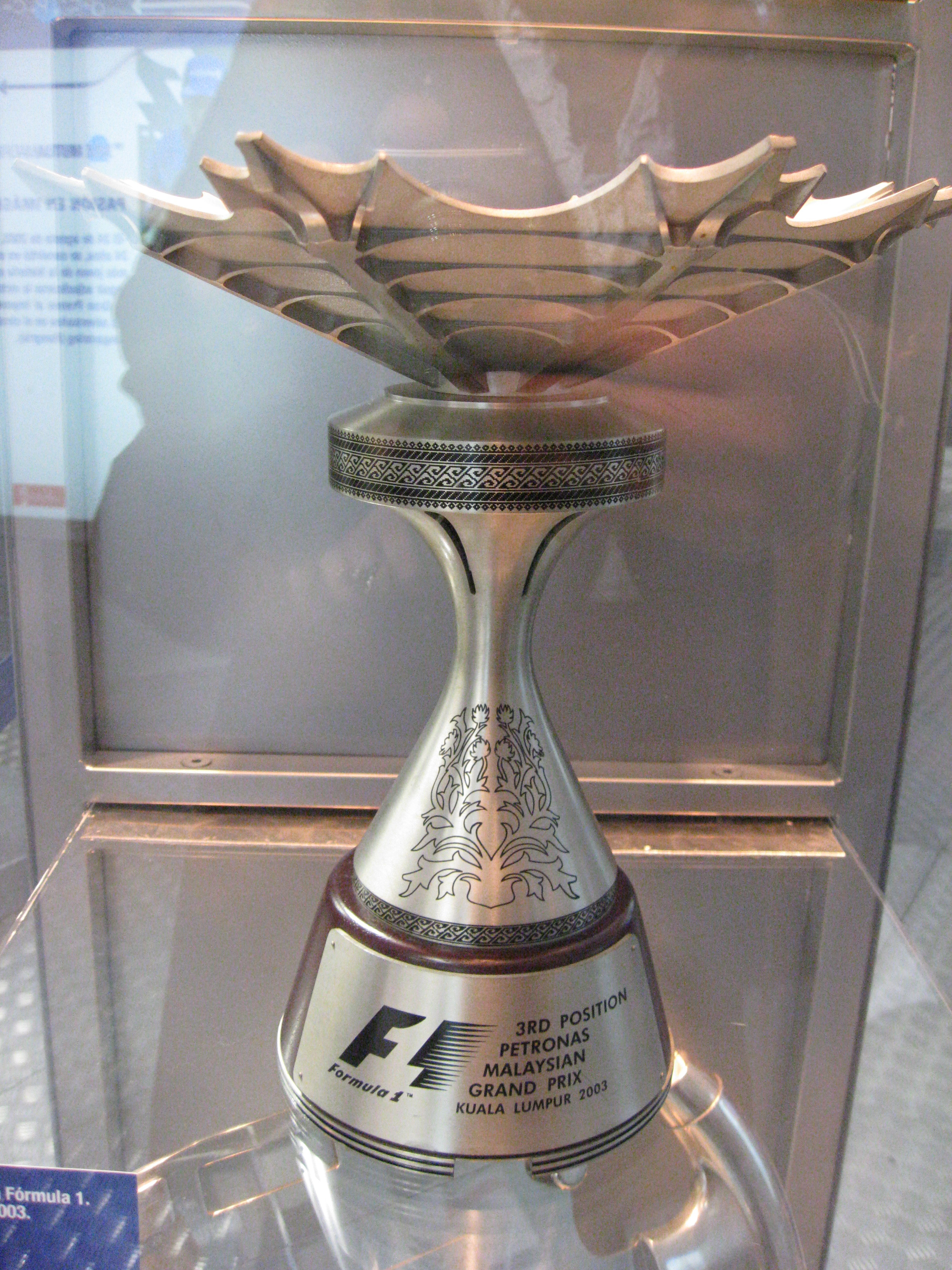
Trofeum, które Fernando Alonso otrzymał za zajęcie trzeciego miejsca w wyścigu

| P                 | + / –     | Nr | Kierowca              | Konstruktor      | Opony | Okr. | Czas / Strata | Komentarz        |
| ----------------- | --------- | -- | --------------------- | ---------------- | ----- | ---- | ------------- | ---------------- |
| 1                 | 6         | 6  | Kimi Räikkönen        | McLaren-Mercedes | M     | 56   | 1h32:22.195   |                  |
| 2                 | 3         | 2  | Rubens Barrichello    | Ferrari          | B     | 56   | +0:39.286     |                  |
| 3                 | 2         | 8  | Fernando Alonso       | Renault          | M     | 56   | +1:04.007     |                  |
| 4                 | 13        | 4  | Ralf Schumacher       | Williams-BMW     | M     | 56   | +1:28.026     |                  |
| 5                 | 3         | 7  | Jarno Trulli          | Renault          | M     | 55   | +1 okr.       |                  |
| 6                 | 3         | 1  | Michael Schumacher    | Ferrari          | B     | 55   | +1 okr.       | [ 1 ]            |
| 7                 | 2         | 17 | Jenson Button         | BAR-Honda        | B     | 55   | +1 okr.       |                  |
| 8                 | 2         | 9  | Nick Heidfeld         | Sauber-Petronas  | B     | 55   | +1 okr.       |                  |
| 9                 | 4         | 10 | Heinz-Harald Frentzen | Sauber-Petronas  | B     | 55   | +1 okr.       |                  |
| 10                | 10        | 12 | Ralph Firman          | Jordan-Ford      | B     | 55   | +1 okr.       |                  |
| 11                | Bez zmian | 21 | Cristiano da Matta    | Toyota           | M     | 55   | +1 okr.       |                  |
| 12                | 4         | 3  | Juan Pablo Montoya    | Williams-BMW     | M     | 53   | +3 okr.       |                  |
| 13                | 5         | 19 | Jos Verstappen        | Minardi-Cosworth | B     | 52   | +4 okr.       |                  |
| Niesklasyfikowani |           |    |                       |                  |       |      |               |                  |
|                   |           | 15 | Antônio Pizzonia      | Jaguar-Cosworth  | M     | 42   |               | poślizg          |
|                   |           | 18 | Justin Wilson         | Minardi-Cosworth | B     | 41   |               | obluzowany HANS  |
|                   |           | 14 | Mark Webber           | Jaguar-Cosworth  | M     | 35   |               | silnik           |
|                   |           | 20 | Olivier Panis         | Toyota           | M     | 12   |               | ciśnienie paliwa |
|                   |           | 5  | David Coulthard       | McLaren-Mercedes | M     | 2    |               | elektryka        |
|                   |           | 11 | Giancarlo Fisichella  | Jordan-Ford      | B     | 0    |               | elektryka        |
|                   |           | 16 | Jacques Villeneuve    | BAR-Honda        | B     | 0    |               | elektryka        |
| P                 | + / –     | Nr | Kierowca              | Konstruktor      | Opony | Okr. | Czas / Strata | Komentarz        |

### Najszybsze okrążenia
| P  | Nr | Kierowca              | Konstruktor      | Opony | Okr. | Czas     | Odstęp | Strata |
| -- | -- | --------------------- | ---------------- | ----- | ---- | -------- | ------ | ------ |
| 1  | 1  | Michael Schumacher    | Ferrari          | B     | 45   | 1:36.412 | -      | -      |
| 2  | 2  | Rubens Barrichello    | Ferrari          | B     | 24   | 1:36.542 | 0.130  | 0.130  |
| 3  | 6  | Kimi Räikkönen        | McLaren-Mercedes | M     | 10   | 1:36.764 | 0.222  | 0.352  |
| 4  | 8  | Fernando Alonso       | Renault          | M     | 12   | 1:37.078 | 0.314  | 0.666  |
| 5  | 7  | Jarno Trulli          | Renault          | M     | 53   | 1:37.484 | 0.406  | 1.072  |
| 6  | 3  | Juan Pablo Montoya    | Williams-BMW     | M     | 26   | 1:37.787 | 0.303  | 1.375  |
| 7  | 5  | David Coulthard       | McLaren-Mercedes | M     | 2    | 1:38.021 | 0.234  | 1.609  |
| 8  | 4  | Ralf Schumacher       | Williams-BMW     | M     | 24   | 1:38.071 | 0.050  | 1.659  |
| 9  | 21 | Cristiano da Matta    | Toyota           | M     | 35   | 1:38.156 | 0.085  | 1.744  |
| 10 | 20 | Olivier Panis         | Toyota           | M     | 7    | 1:38.176 | 0.020  | 1.764  |
| 11 | 17 | Jenson Button         | BAR-Honda        | B     | 10   | 1:38.413 | 0.237  | 2.001  |
| 12 | 14 | Mark Webber           | Jaguar-Cosworth  | M     | 6    | 1:38.464 | 0.051  | 2.052  |
| 13 | 9  | Nick Heidfeld         | Sauber-Petronas  | B     | 9    | 1:38.528 | 0.064  | 2.116  |
| 15 | 15 | Antônio Pizzonia      | Jaguar-Cosworth  | M     | 3    | 1:38.572 | 0.044  | 2.160  |
| 16 | 10 | Heinz-Harald Frentzen | Sauber-Petronas  | B     | 19   | 1:39.287 | 0.715  | 2.875  |
| 17 | 12 | Ralph Firman          | Jordan-Ford      | B     | 14   | 1:39.665 | 0.378  | 3.253  |
| 18 | 19 | Jos Verstappen        | Minardi-Cosworth | B     | 3    | 1:39.667 | 0.002  | 3.255  |
| 19 | 18 | Justin Wilson         | Minardi-Cosworth | B     | 12   | 1:39.752 | 0.085  | 3.340  |
| P  | Nr | Kierowca              | Konstruktor      | Opony | Okr  | Czas     | Odstęp | Strata |

## Klasyfikacja po wyścigu

### Kierowcy
| P                 | +/− | Kierowca              | Starty | Punkty | P1 | P2 | P3 | PP | NO | NS |
| ----------------- | --- | --------------------- | ------ | ------ | -- | -- | -- | -- | -- | -- |
| 1                 | +2  | Kimi Räikkönen        | 2      | 16     | 1  | -  | 1  | -  | 1  | -  |
| 2                 | −1  | David Coulthard       | 2      | 10     | 1  | -  | -  | -  | -  | 1  |
| 3                 | −1  | Juan Pablo Montoya    | 2      | 8      | -  | 1  | -  | -  | -  | -  |
| 4                 | N   | Rubens Barrichello    | 2      | 8      | -  | 1  | -  | -  | -  | 1  |
| 5                 | +2  | Fernando Alonso       | 2      | 8      | -  | -  | 1  | 1  | -  | -  |
| 6                 | −2  | Michael Schumacher    | 2      | 8      | -  | -  | -  | 1  | 1  | -  |
| 7                 | −2  | Jarno Trulli          | 2      | 8      | -  | -  | -  | -  | -  | -  |
| 8                 | 0   | Ralf Schumacher       | 2      | 6      | -  | -  | -  | -  | -  | -  |
| 9                 | −3  | Heinz-Harald Frentzen | 2      | 3      | -  | -  | -  | -  | -  | -  |
| 10                | 0   | Jenson Button         | 2      | 2      | -  | -  | -  | -  | -  | -  |
| 11                | N   | Nick Heidfeld         | 2      | 1      | -  | -  | -  | -  | -  | 1  |
| 12                | −3  | Jacques Villeneuve    | 2      | 0      | -  | -  | -  | -  | -  | 1  |
| 13                | N   | Ralph Firman          | 2      | 0      | -  | -  | -  | -  | -  | 1  |
| 14                | −3  | Jos Verstappen        | 2      | 0      | -  | -  | -  | -  | -  | -  |
| 15                | N   | Cristiano da Matta    | 2      | 0      | -  | -  | -  | -  | -  | 1  |
| 16                | −4  | Giancarlo Fisichella  | 2      | 0      | -  | -  | -  | -  | -  | 1  |
| 17                | −4  | Antônio Pizzonia      | 2      | 0      | -  | -  | -  | -  | -  | 1  |
| Niesklasyfikowani |     |                       |        |        |    |    |    |    |    |    |
|                   |     | Justin Wilson         | 2      | 0      | -  | -  | -  | -  | -  | 2  |
|                   |     | Mark Webber           | 2      | 0      | -  | -  | -  | -  | -  | 2  |
|                   |     | Olivier Panis         | 2      | 0      | -  | -  | -  | -  | -  | 2  |
| P                 | +/− | Kierowca              | Starty | Punkty | P1 | P2 | P3 | PP | NO | NS |

### Konstruktorzy
| P  | +/− | Konstruktor      | Starty | Punkty | P1 | P2 | P3 | PP | NO | NS |
| -- | --- | ---------------- | ------ | ------ | -- | -- | -- | -- | -- | -- |
| 1  | 0   | McLaren-Mercedes | 4      | 26     | 2  | -  | 1  | -  | 1  | 1  |
| 2  | +2  | Ferrari          | 4      | 16     | -  | 1  | -  | 1  | 1  | 1  |
| 3  | 0   | Renault          | 4      | 16     | -  | -  | 1  | 1  | -  | -  |
| 4  | −2  | Williams-BMW     | 4      | 14     | -  | 1  | -  | -  | -  | -  |
| 5  | 0   | Sauber-Petronas  | 4      | 4      | -  | -  | -  | -  | -  | 1  |
| 6  | 0   | BAR-Honda        | 4      | 2      | -  | -  | -  | -  | -  | 1  |
| 7  | +1  | Jordan-Ford      | 4      | 0      | -  | -  | -  | -  | -  | 2  |
| 8  | −1  | Minardi-Cosworth | 4      | 0      | -  | -  | -  | -  | -  | 2  |
| 9  | N   | Toyota           | 4      | 0      | -  | -  | -  | -  | -  | 3  |
| 10 | −1  | Jaguar-Cosworth  | 4      | 0      | -  | -  | -  | -  | -  | 3  |
| P  | +/− | Konstruktor      | Starty | Punkty | P1 | P2 | P3 | PP | NO | NS |